# Paul de Saint Sernin
Pour les articles homonymes, voir Saint-Sernin.
Paul de Laparre de Saint-Sernin, dit Paul de Saint Sernin, né le 10 septembre 1991 à Paris, est un humoriste, comédien, chroniqueur et ancien journaliste français.

## Biographie

### Enfance, jeunesse et formation
Paul de Saint Sernin est né à Paris d'un père courtier en assurances et d'une mère employée au sein de la banque BNP Paribas et a des origines aveyronnaises,. Aîné d'une famille de 6 enfants (trois frères et deux sœurs),, il grandit à Chaville (Hauts-de-Seine) dans un environnement catholique traditionnel,. Il est ainsi enfant de chœur et évolue chez les scouts les samedis. Il est orienté aussi vers le sport, jouant d'abord au tennis puis au football durant plusieurs années au FC Chaville,. Il continuera à s'y adonner à l'âge adulte avec le Média FC.
De son enfance, Paul de Saint Sernin déclare également avoir beaucoup bégayé, est évalué THPI à l’âge de 11 ans,,. À l'adolescence, il passe une année en pensionnat en Irlande,.
À l’âge de 16 ans, il obtient un baccalauréat scientifique, puis se dirige vers une école d'ingénieurs,. Il se réoriente ensuite vers des études de journalisme,.

### Débuts à la télévision et sur scène
En 2010, à l'âge de 19 ans, Paul de Saint Sernin intègre le groupe Canal+ avec pour première expérience le traitement de la Coupe du monde de football. Au sein du groupe, il exerce comme envoyé spécial sur Infosport+ et présente les journaux des sports sur iTélé,.
Il a travaillé aussi pour RFI et L'Équipe 21,. Après son départ de cette dernière, on le retrouve à la co-animation du morning de Non Stop People aux côtés de Mélody Vilbert.
En parallèle, attiré par l'humour et l'impro, il décide, autour de ses 25 ans, de se produire dans des comedy clubs comme le Paname Art Café, le Jamel Comedy Club, le Fridge ou encore le Joke,.
S'établissant sur la chaîne Canal+, il tient une chronique dans Le Petit Journal lors de l'élection présidentielle de 2017 puis intervient dans La Case en +, L'Info du vrai et Clique,,.

### Révélation au grand public
En 2020, il rejoint la chaîne Téléfoot nouvellement créée, désiré par Johnny Séverin, un des rédacteurs en chef, qui avait été son maître de stage à ses débuts sur Canal+. Alliant humour et football, il y officie jusqu'à début 2021 et l'arrêt de la chaîne qui n’est plus en mesure de payer les droits,. Il s'y révèle avec des échanges remarqués avec Kylian Mbappé, Thomas Tuchel et Rudi Garcia,, mêlés à des références à l'antenne aux difficultés de l'actionnaire de Téléfoot, devenant un porte-parole officieux de la rédaction,,,. Postées sur les réseaux sociaux, les reprises de ses chroniques bénéficient de nombreuses vues, faisant fortement augmenter sa notoriété.
À la suite de cela, Paul de Saint Sernin décide de se concentrer sur la scène. On le retrouve néanmoins sur Prime Video lors des Trophées UNFP, puis à l'occasion de l’édition 2021 du tournoi de Roland-Garros. Il couvrira sur la même chaîne les éditions suivantes. Il est également actif sur les réseaux sociaux.
En septembre 2022, il rejoint Quelle époque ! sur France 2, là aussi une nouvelle émission, présentée par Léa Salamé. Installé dans le public, il intervient au cours du programme de manière humoristique, entre piques et bons mots, en lien avec les discussions sur le plateau. Là aussi, ses interventions sont remarquées et le font connaître auprès d'un large public, avec par exemple une insulte adressée au ministre de la santé Olivier Véran ou une demande en mariage à la chanteuse Clara Luciani.
Sa notoriété lui permet d'essayer de nouvelles expériences, avec en 2023 une pige à la radio sur France Inter en remplacement de Matthieu Noël, des participations aux jeux Fort Boyard et 100% logique sur France 2,, ainsi qu'un rôle dans le film Second Tour d'Albert Dupontel sorti en cours d'année,.
À l'été 2024, il prend part à l'émission Quels jeux !, talk-show quotidien dérivé de Quelle époque !, qui couvre les JO de Paris en deuxième partie de soirée. Aujourd'hui en France estime qu'il a été « une des figures médiatiques des JO ».
À la suite de cela, Paul de Saint Sernin intègre l'équipe de DAZN afin d'y intervenir lors des plus grosses affiches de Ligue 1 diffusées sur la chaîne sportive.
En parallèle, il joue son premier spectacle, élaboré avec son coauteur Grégoire Dey, au théâtre du Marais à Paris jusqu'à fin 2024 après l'avoir rodé depuis 2023. Paul de Saint Sernin y évoque des anecdotes d'enfance, le football ou encore sa neuroatypie,,. Du fait de la notoriété importante de l'humoriste depuis son arrivée sur France 2, son seul-en-scène bénéficie d'une couverture par la presse généraliste : Aujourd'hui en France juge ainsi le « spectacle malin et attachant » et Libération qualifie l'artiste de « roitelet de la répartie ».

## Influences
Paul de Saint Sernin a déclaré s'être inspiré de Laurent Baffie et de Julien Cazarre notamment. Il se dit aussi fan des stand-uppers Roman Frayssinet et Jason Brokerss.

## Vie privée
Il est un cousin de Frédéric de Saint-Sernin, courtier en assurances et homme politique, qui a été secrétaire d'État et député,.
Paul de Saint-Sernin est également le cousin de Dominique de Villepin, ancien Premier ministre.
Paul de Saint Sernin est marié,,. Il a un frère prénommé Guillaume qui est actif dans l'univers du stand-up.

## Télévision
- 2023 : 100% logique sur France 2 : candidat
- 2024 : Top Gear France saison 9 sur RMC Découverte : invité